# Paprena metvica
Paprena metvica (lat. Mentha × piperita), vrsta metvice, biljke iz porodice medićevki. Ne raste divlje u prirodi nego je hibrid vodene (M. aquatica) i klasaste metvice (M. spicata).
Poznata je još od 17. stoljeća, a opisao ju je Linnaeus. Naraste do 90cm. Listovi su jakog i aromatičnog mirisa na mentol, pa se koristi u prehrambenoj i duhanskoj industriji. Ljekovita je ali navodno izaziva neplodnost, te svojim mirisom odbija pauke.

## Kemijski sastav
Biljke sadrže eterično ulje ( ulje paprene metvice ) (2,4-2,75% u lišću, 4-6% u cvatovima), tanine i smolaste tvari, karoten (0,007-0,0075%, u lišću 0,0105- 0,012), hesperidin, askorbinsku kiselinu (0,0095%), klorogenske (0,7%), kava (0,5-2%), ursolna (0,3%) i oleanolna (0,12%) kiseline, rutin (0,014%), betain, arginin, neutralne saponine, glukozu, ramnozu ,fitosterol . U sjemenkama je pronađeno masno ulje (20%).
Ulje je bezbojno, sa žućkastom ili zelenkastom bojom, ugodnog osvježavajućeg okusa i mirisa. Stojeći se zgušnjava i potamni. Glavna komponenta eteričnog ulja je sekundarni alkohol l -mentol (45-92%). Ulje lista također sadrži estere mentola s octenom i valerijanskomom kiselinom, α- i β- pinen, limonen, dipenten, felandren, cineol , citral, geraniol, karvon, dihidrokarvon .

## Medicinska primjena
Kao ljekovita sirovina koriste se listovi paprene metvice ( lat.  Folium Menthae piperitae ). Berba se vrši po suhom vremenu, kada otprilike polovica biljaka procvjeta  .
Listovi metvice u medicini su dio želučanih, karminativnih, sedativnih i koleretičnih čajeva, kapi od metvice protiv mučnine kao sredstvo za poboljšanje apetita i antispazmodični lijek za želudac. Tinktura i "voda od mente" dobivaju se od ljekovitih sirovina  .
Glavni aktivni sastojak pripravaka od metvice je mentol koji je sadržan u eteričnom ulju biljke. Uz spomenuto ulje, metvica sadrži terpenoide (limonen, cineol, dipenten), karoten, rutin, askorbinsku, ursolnu, oleanolnu kiselinu, flavonoide, tanine i elemente u tragovima. Koristi se kod upalnih bolesti gornjih dišnih putova, smiruje glavobolju, poboljšava apetit.
Listovi metvice popularni su u narodnoj medicini. Izvana se koriste za neuralgiju, kao antiseptik za upalne procese, opekline, bolesti gornjih dišnih putova, promuklost, bronhitis i bronhiektazije, zubobolju ; iznutra - s gastrointestinalnim i jetrenim kolikama, kao adstringens, antitusik, kod mučnine, žgaravice, kao sedativ za živčanu preosjetljivost u menopauzi...
Mentol koji se oslobađa iz ulja konzumira se kod nadimanja, angine, dio je kapi i masti za rinitis , a koristi se i u proizvodnji niza lijekova  - validol, valokordin, ingafen, Olimetin, kapi Zelenin sve primjenjivo kod bolesti praćenih grčem koronarnih žila .

## Primjena u kuhinji
U suvremenom kulinarstvu koristi se lišće i nadzemni dijelovi ubrani tijekom razdoblja cvatnje. Od njih se dobivaju eterično ulje i mentol, koji se široko koriste u medicini, parfumeriji, slastičarstvu i industriji alkoholnih pića, u proizvodnji konjaka .
Paprena je metvica popularna u engleskoj kuhinji, dodaje se umacima za janjetinu. U američkoj kuhinji dodaje se za pojačavanje okusa i arome miješanih napitaka od soka od rajčice i raznih salata od voća i povrća. U arapskoj, španjolskoj i talijanskoj kuhinji metvica se služi kao začin ili se dodaje raznim mješavinama začina. Listovi metvice poboljšavaju okus pečenja, pečene janjetine,  piletine. Dodaje se dinstanom kupusu, mrkvi, grašku ili poriluku. Male količine svježih izbojaka mogu se koristiti za dodavanje juhama od povrća, te u marinadama za jela od mesa i sira .

## Vanjske poveznice
https://pfaf.org/User/Plant.aspx?LatinName=Mentha+x+piperita+officinalis